# Cyperus heterocladus
Cyperus heterocladus är en halvgräsart som beskrevs av John Gilbert Baker. Cyperus heterocladus ingår i släktet papyrusar, och familjen halvgräs. Inga underarter finns listade i Catalogue of Life.